# Горелый (остров)
Горелый (англ. Gareloi Island, алеут. Anangusix̂, Анаҥусиҳ) — остров в составе Алеутских островов в группе Андреяновских островов, в подгруппе островов Деларова. Постоянного населения нет.

## География

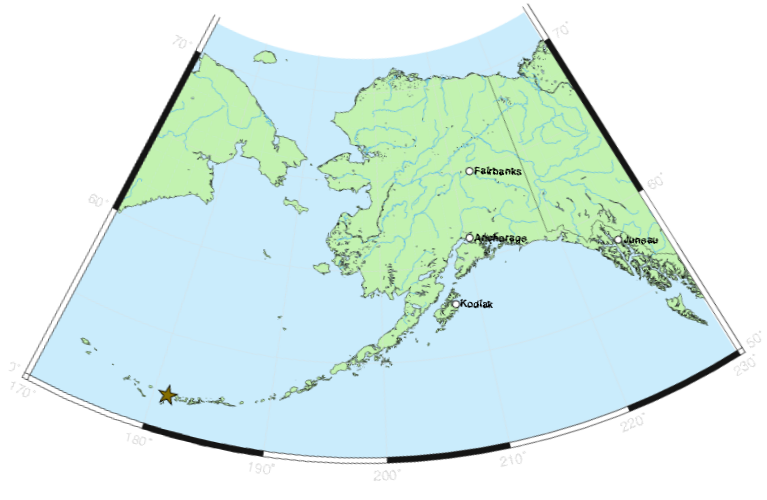
Местоположение острова Горелый в гряде Алеутских островов обозначено звездочкой

Имея площадь 67,2 км², Горелый является крупнейшим из островов Деларова. Его длина составляет около 9,7 км, а ширина — около 8 км. Наибольшая высота над уровнем моря — 1573 м.
Имеет вулканическое происхождение, значительную часть острова составляет одноимённый вулкан с диаметром кратера около 1120 метров. Остров характеризуется очень высокой сейсмической активностью. 4 подтверждённых извержения вулкана имели место в 1980-е годы и ещё одно неподтверждённое — в 1996 году. Все извержения кроме одного являются взрывными. Весна и лето 2007 года были периодом повышенной сейсмической активности, в отдельные дни фиксировалось до 40 землетрясений.
Природные условия типичны для тундровой зоны. Прибрежные скалы острова являются местом обитания для более чем 600 000 морских птиц, среди которых стоит отметить такие виды как конюга-крошка, большая конюга и белобрюшка.

## История
В 1867 году был продан Россией США в составе территории Аляски.